# 에드워드 고든
에드워드 랜싱 ("에드") 고든 주니어(Edward Lansing ("Ed") Gordon Jr., 1908년 7월 1일 ~ 1971년 9월 5일)는 미국의 육상 선수로 주로 멀리뛰기에서 활약하였다.
미시시피주 잭슨에서 태어나 미시간주 디트로이트에서 사망하였다.
1928년 암스테르담 올림픽에 처음 나가 멀리뛰기 7위를 하였다.
4년 후, 로스앤젤레스 올림픽에 돌아온 고든은 7.64m의 기록과 함께 금메달을 획득하였다.
그의 아들 에드워드 랜싱 고든 3세는 〈Our World with Black Enterprise〉(흑인 기업과 함께 한 우리의 세상) 프로그램의 진행자이며, BET, CBS 뉴스, NBC 뉴스와 NPR을 위하여 일하였다.